# Твін Пікс
«Твін Пікс» (англ. Twin Peaks) — американський драматичний телевізійний серіал, створений режисером Девідом Лінчем та сценаристом Марком Фростом.
Події серіалу розгортаються у вигаданому містечку Твін Пікс на північному сході штату Вашингтон, неподалік від канадського кордону.
Серіал уперше вийшов в ефір у США на каналі ABC. Його транслювали з 8 квітня 1990 року до 10 червня 1991 року. Деякі серії створили особисто Лінч та Фрост, проте більшість епізодів знімали запрошені режисери. Співпродюсером серіалу виступила компанія Аарона Спелінга, дистрибуцією займалася компанія Worldvision Enterprises. Серіал містить 30 серій, поділених на два сезони 1990—1991 рр. (8 та 22), та 18 серій, що вийшли 2017-го року.
В Україні прем'єра відбулась 3 жовтня 2000 року на каналі «1+1».
6 жовтня 2014 року телеканал Showtime анонсував повернення серіалу у 2016 році, розмістивши кліп на своєму офіційному сайті. Третій сезон складається з 9 серій, сценарій для яких знов написали Девід Лінч і Марк Фрост. Режисером нового проєкту знову виступив Лінч. Участь взяла низка акторів з попередніх сезонів, зокрема Кайл Маклаклен, Шеріл Лі та Дана Ешбрук. Продюсери серіалу намагалися повернути якомога більше акторів з оригінального складу.

## Історія створення серіалу

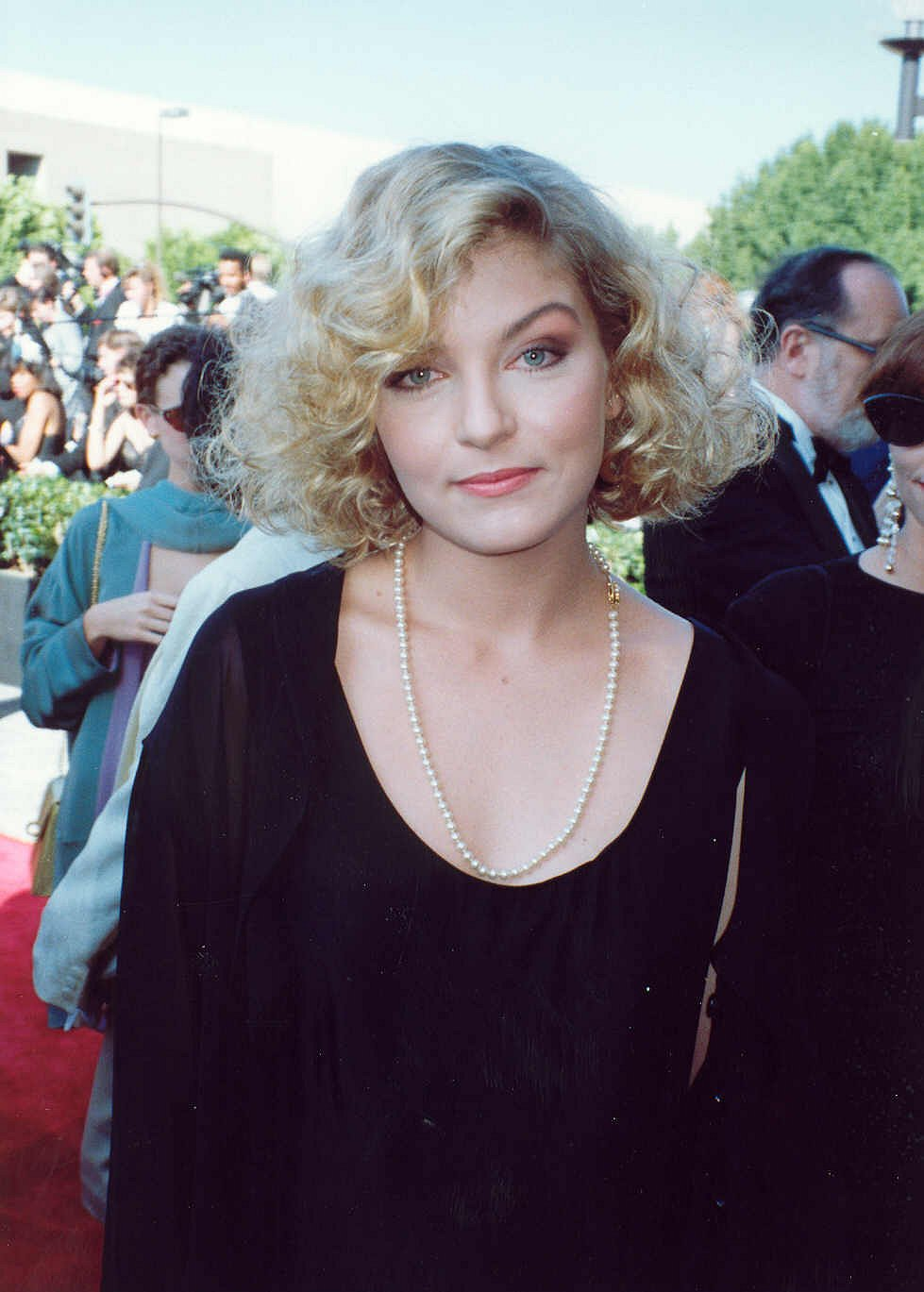
Шеріл Лі, виконавиця ролей Лори Палмер та Меді Ферґюсон

«Твін Пікс» починався як експериментальний проєкт Девіда Лінча та Марка Фроста. Написавши сценарій першої серії майбутнього серіалу, вони почали шукати спонсорів для його реалізації. В офісі телекомпанії ABC одразу прийняли проєкт і з авторами уклали контракт на зйомку «пілотної» серії. За умовами контракту, окрім «пілотної» серії автори мали зняти її розширену версію, наприкінці якої розкриватиметься вбивство Лори Палмер. У разі, якщо «пілот» не сподобається глядачам, права на показ розширеної версії можна було б продати в Європі.
Велику роль у популярності серіалу зіграв Кайл Маклаклен, який виконав роль агента Купера. Загалом у підборі акторів одразу відчувається фірмовий стиль Девіда Лінча — тут, як і в інших проєктах, є багато його улюбленців. Серед них: Джек Ненс, Еверетт Макгілл та Грейс Забрискі (англ. Grace Zabriskie). Для участі у фільмі також запросили кількох ветеранів сцени, включно з такими зірками 50-х як Пайпер Лорі (англ. Piper Laurie), Расс Темблін (англ. Russ Tamblyn), а також неповторну зірку телесеріалу «Mod Squad» Пеггі Ліптон.

## Художні особливості

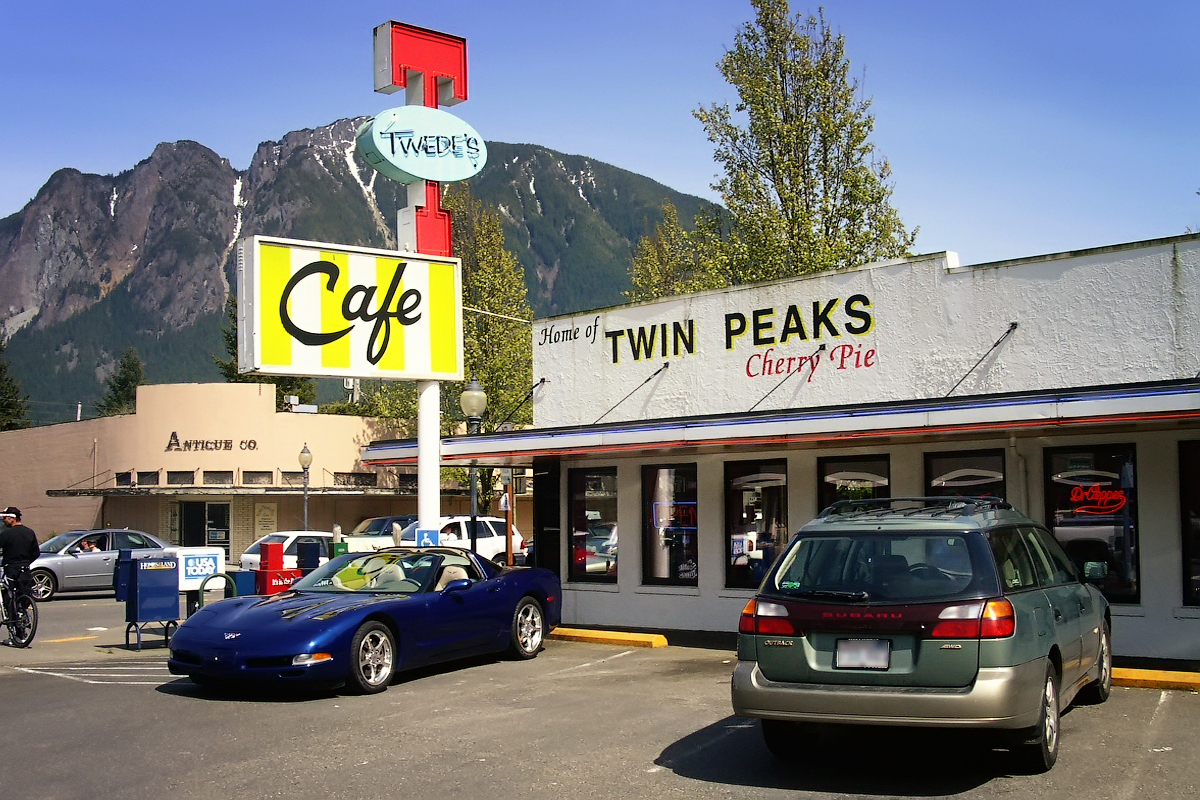
Кафе, в якому знімали багато сцен

Як і в деяких інших роботах Лінча, в «Твін Піксі» показано прірву між зовнішнім блиском провінційної респектабельності та вбогістю, що ховається за нею. Телесеріал має серйозну моральну основу, а вся стрічка просякнута духом сюрреалізму.
Інша характерна особливість — це атмосфера містицизму й таємничості. Автори (Фрост та Лінч) використовують часто повторювані загадкові мотиви — дерева, воду, що тече, каву, пончики, сов, качок, вогонь — усе це має свій незбагненний сенс, тож у фільмі повно завуальованих натяків та прихованих посилань.
Краєвиди міста Твін Пікс (stock shots) знімалися в реальних містах Норд Бенд, Снокуелмі та (Фолл-сіті) недалеко від Сіетла, в передгір'ях Каскадних гір.

## Сюжет

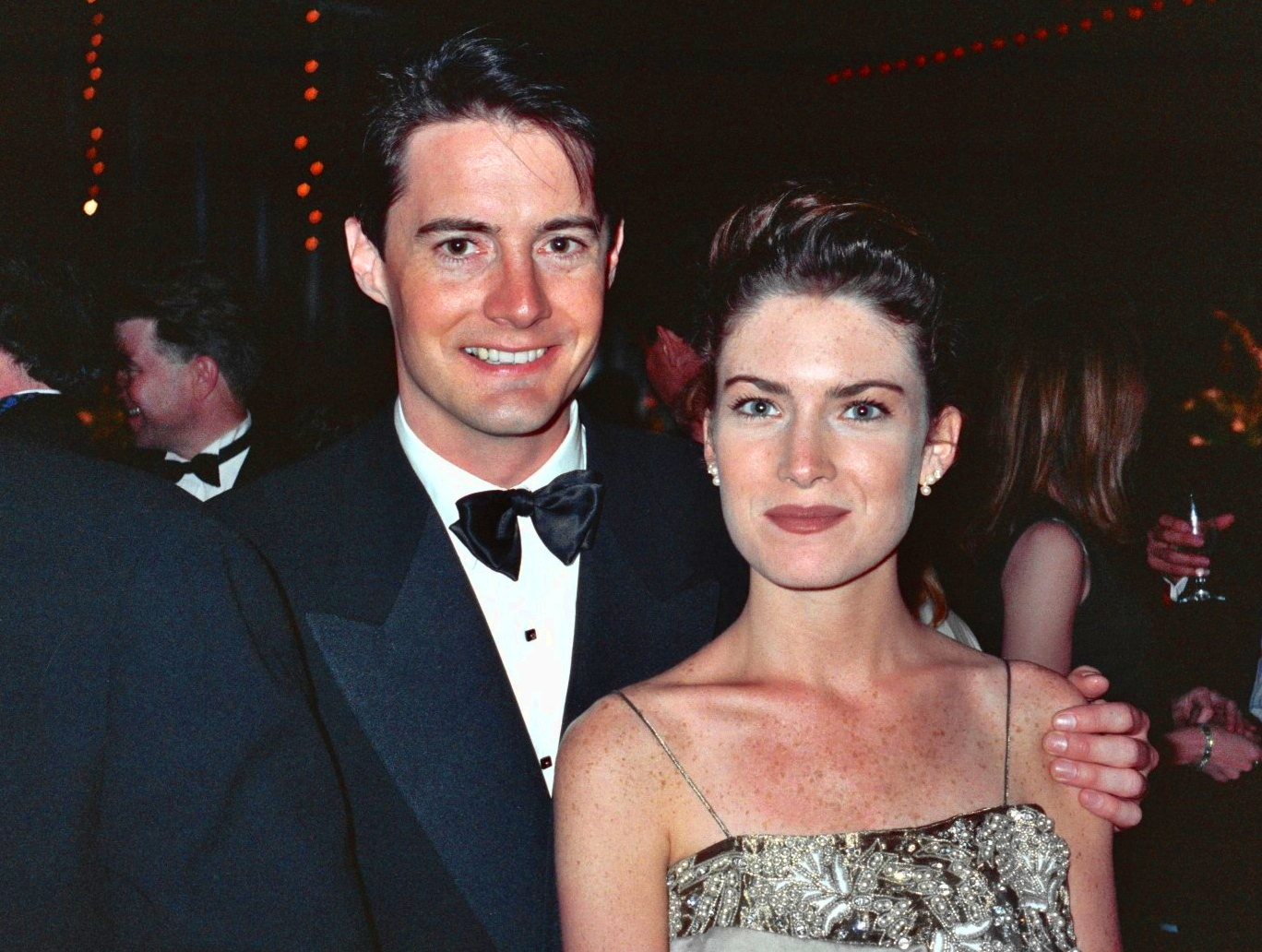
Кайл Маклаклен та Лара Флінн Бойл

### Перший сезон
Уранці 24 лютого в місті Твін Пікс, штат Вашингтон, Піт Мартел виявляє на березі річки оголений труп молодої дівчини, загорнутий у прозорий поліетилен. Після прибуття на місце події шерифа Гарі С. Трумена, його заступників та доктора Віла Гейворда виявляється, що труп належить Лорі Палмер, місцевій королеві краси, загальній улюблениці. Вона втілювала невинність і чистоту Твін Пікса. Звістка про її смерть швидко шириться серед жителів міста, особливо в колі її близьких та друзів. Тим часом по залізничних коліях перетинає державний кордон інша дівчина, Ронетт Пуласкі, зі слідами знущань на тілі та на межі нервового зриву. Для розслідування вбивства та замаху на життя до міста прибуває спеціальний агент ФБР Дейл Купер. Під час попереднього огляду Купер виявляє під нігтем жертви крихітний папірець з надрукованою літерою «R». На засіданні мерії тієї ночі Купер повідомляє громаду, що смерть Лори найімовірніше скоїв той самий убивця, який убив ще одну дівчину на південному заході штату Вашингтон минулого року, і що докази свідчать про те, що злочинець ховається серед місцевих мешканців.
Упродовж розслідування Купер швидко з'ясовує, що Лора жила подвійним життям. Вона зраджувала свого хлопця, капітана футбольної команди Бобі Брігса з байкером Джеймсом Герлі, займалася проституцією, мала постійні таємні стосунки з Ліо Джонсоном, місцевим водієм вантажівки та Жаком Рено, сутенером і наркоторговцем. Крім того, Лора вживала кокаїн, який вона отримувала, заохочуючи Бобі до співпраці з Жаком.
Смерть Лори викликала ланцюгову реакцію у подіях навколо міста. Батько Лори, Ліланд Палмер, відомий адвокат, страждає на нервовий розлад. Її найкраща подруга Дона Гейворд починає зустрічатися з Джеймсом Герлі й з допомогою двоюрідної сестри Лори Меді Фергюсон у власному розслідуванні дізнається, що доктор Джакобі, котрий проводив сеанси психоаналізу з Лорою, був одержимий нею. Доктор виявився невинним у вбивстві, але план Дони та Джеймса вдертися до його квартири закінчується нападом на Джакобі, після якого той опиняється у лікарні й не пам'ятає нічого, окрім запаху горілого мастила. Бен Горн, найзаможніша людина у Твін Піксі, береться до завершального етапу свого плану зі знищення лісопильні Пакарда та вбивства його співвласниці Кетрін Мартел, що дасть йому можливість купити землю за заниженою ціною й захопити всі економічні позиції у місті. Його інтереси повністю ігнорує його дочка, Одрі Горн, котра закохується в агента Купера й починає допомагати йому в розслідуванні, намагаючись завоювати його кохання.
У свою другу ніч у Твін Піксі агент Купер бачить сюрреалістичний сон, у якому він зустрічає у підвалі міської лікарні озброєного чоловіка: той називає себе Майком і говорить, що він — істота не з цього світу, а потім заявляє, що Лору вбив Боб, істота, ідентична Майкові. Купер бачить Боба — неохайного сивого чоловіка у джинсовій куртці, який клянеться й далі вбивати. Далі Купер бачить себе старшим на 25 років; він сидить на дивані у кімнаті з червоними фіранками, крізь які потрапляє потойбічне світло. Навпроти нього — карлик у діловому костюмі червоного кольору. Це Людина з іншого місця. Також у кімнаті є Лора Палмер. Після участі у незрозумілому діалозі карлик підводиться зі стільця й танцює по кімнаті, а Лора щось шепоче на вухо агенту Куперу. Наступного ранку Купер розповідає про свій сон шерифу Трумену, згадуючи, що у цьому сні він бачив щось символічне, і якщо він зможе розшифрувати символи, то знатиме, хто вбив Лору Палмер.
Купер та шериф Твін Пікса Гарі Трумен заарештовують озброєного чоловіка зі сну, який виявляється комівояжером на ім'я Філіп Жерар. Після допиту агент дізнається, що цей чоловік і справді знає Боба, ветеринара, який лікував птаха Жака Рено. Купер, проаналізувавши всю інформацію, приходить до висновку, що Рено і є вбивця. За допомогою шерифа Купер висліджує Рено аж до закладу «Одноокий Джек», який належить Бену Горну. Під час арешту Жак Рено отримує поранення й опиняється в лікарні. Ліланд Палмер, дізнавшись, що Рено заарештований як вбивця його доньки, пробирається до лікарні та вбиває його. У ту ж ніч Бен Горн замовляє Ліо Джонсону підпал лісопильні Пакарда, заманивши її власницю Кетрін Мартел досередини. Після цього у Ліо стріляє найнятий Беном убивця, аби запобігти розголошенню таємниці підпалу. Кетрін Мартел зникає. Після повернення Купера з операції по арешту Жака Рено в готель, у нього стріляє таємничий вбивця. На цій інтризі перший сезон серіалу закінчується.

### Другий сезон, частина перша
Після пострілів Купер лишається лежати у кімнаті. У напівпритомному стані він бачить Велетня. Він говорить Куперові три речі: «У мішку, що посміхається, є людина», «Сови — не те, чим вони здаються» та «Без хімії він інший». Нарешті він говорить: «Вам буде потрібна медична допомога». Потім Велетень бере золотий перстень Купера, пояснюючи, що коштовність повернеться до власника, коли відкриється сенс усіх трьох фраз.
Тим часом Ліо Джонсону роблять операцію, після якої він стає зовсім недієздатним. Кетрін Мартел виживає у вогні, але використовує свою інсценовану смерть, щоб помститися Бену Горну. Ліланд Палмер, який посивів за одну ніч, повертається до роботи на Горна після вбивства Жака Рено.
Купер дізнається, що Філіп Жерар є одержимим духом на ім'я Майк, що полює на іншу потойбічну істоту, яка зветься Боб, аби завадити йому вбивати людей. Майк повідомляє Куперу, що Боб вже кілька десятиліть володіє кимось у місті, хоча й не каже ким саме. Відкриття справжнього щоденника Лори Палмер (Донна та Медді знайшли його у приятеля Лори Гарольда Сміта) допомагає з'ясувати, що Боб, «друг її батька», почав сексуальні домагання та зґвалтування Лори ще в дитинстві, і що вона вживала наркотики, аби впоратися з насильством. Купер придивляється до друзів Ліланда та приходить до думки, що вбивця — Бен Горн. Коли Купер говорить з ним на допиті, Горн зізнається, що у нього був роман із Лорою, але він її не вбивав, бо був у неї закоханий. Горна заарештовують. Незабаром Медді Фергюсон знаходять мертвою і загорнутою у прозорий поліетилен. У в'язниці Горна відвідує Кетрін Мартел, яка знущається з нього, знаючи, що вони з Беном у ніч вбивства Лори Палмер були разом і одного слова Кетрін достатньо, аби з Бена зняли всі обвинувачення.
Після того як Кетрін за домовленістю з Беном підтвердила його алібі, Купер збирає всіх своїх підозрюваних у «Домі при дорозі», впевнений, що він має отримати знак, який допоможе йому визначити вбивцю. Він роздає присутнім жувальні гумки та стежить за їхньою реакцією. Купер згадує свій перший сон, в якому була підказка щодо особи вбивці. У певний час знову з'являється Велетень, який підтверджує здогадки Купера — Ліланд Палмер, батько Лори, і є вбивцею жінок. Купер і Трумен затримують його, хитрістю заманивши до камери у поліційному відділку. Після цього Боб бере тіло Ліланда під свій повний контроль та зізнається у серії вбивств, перш ніж змусити Палмера накласти на себе руки. Помираючи, Ліланд позбувається впливу Боба та зізнається, що Боб вселився в нього ще в дитинстві. Перед смертю він просить пробачення у привида Лори, яка ніби вітає його у потойбічному житті.
Наступного ранку Купер, Трумен та інші співробітники поліції вирішують, чи був Ліланд Палмер одержимим, чи просто душевно хворим. Якщо він був одержимим, то дух, що звільнився після його смерті, загрожує спільноті Твін Пікса, шукаючи нового господаря.

### Другий сезон, частина друга
Розслідування вбивства завершено, Купер має залишити Твін Пікс, але через порушення процедури при затриманні Рено його тимчасово відсторонюють від роботи у ФБР і звинувачують у контрабанді наркотиків. Жан Рено, брат вбитого Ліландом/Бобом Жака Рено, прагне помсти. Жака Рено вбивають у стрілянині, з Купера знімають усі обвинувачення. До Твін Пікса прибуває Віндом Ерл, колишній колега й наставник Купера у ФБР. Він розпочинає небезпечну партію в шахи — з кожним ходом у Твін Піксі та його околицях хтось помирає. Як пояснив Купер Трумену, у перші роки його служби у ФБР у нього був роман з дружиною Ерла Кароліною, яка в той час була у програмі захисту як свідок федерального злочину. Ерл здурів та зарізав Кароліну ножем, а також спробував вбити Купера, після чого опинився у психіатричній лікарні. Тепер, після втечі з лікарні, Ерл ховається в лісі, де вибудовує схему помсти Куперові.
В той самий час Купер, як і раніше, намагається відстежити походження й місцеперебування Боба, дізнаючись більше про таємниці лісів навколо Твін Пікса. Саме тоді він дізнається про існування Білого Вігваму та Чорного Вігваму, двох містичних місць, аналогічних Раєві та Пеклу, входи у які знаходяться у тих же лісах. Купер дізнається, що Боб, Велетень та Людина з іншого місця, усі походять з одного з цих Вігвамів.
Купер закохується в новеньку дівчину, Енні Блекберн. Коли Енні виграє титул Міс Твін Пікса, Віндом Ерл викрадає її та відвозить до входу у Чорний Вігвам у Гластонберійському гаю. Агент Купер розуміє, що справжня причина перебування Ерла у Твін Піксі — дізнатись, де саме знаходиться вхід до Чорного Вігваму, і використати його владу у своїх потребах. За допомогою Пані з колодою Купер входить до Чорного Вігвама слідом за Ерлом та Енні. Вігвам виявляється кімнатою, завішаною червоними фіранками, яку Купер бачив уві сні. Він зустрічає Людину з іншого місця, Велетня, дух Лори Палмер, кожен з яких дає Куперові закодовані пророцтва на майбутнє. Вони демонструють властивості Чорного Вігваму, який кидає виклик часу та простору. Під час пошуку Енні агент Купер зустрічає у Вігвамі різних мертвих людей, серед них Ліланд Палмер та Меді Фергюсон, які глузують з нього дивними та хибними підказками. У кінцевому підсумку Купер знаходить Ерла, який пропонує йому поміняти Енні на власне життя. Купер погоджується й Ерл вбиває його. Через кілька секунд з'являється Боб і повертає час у Вігвамі, в результаті чого Купер знову повертається до життя. Боб каже Ерлові, що той не може приймати людські душі, та вбиває його і забирає його власну. Далі Боб звертає увагу на Купера, той біжить, Боб його переслідує.
Через кілька днів після входу у Вігвам, Дейла та Енні знаходить у лісі шериф Трумен, який чатував декілька днів біля невидимого входу у Вігвам. Енні перебуває у лікарні, травми Купера незначні. Доктор Гейворд оглянув його в кімнаті готелю «Грейт Нотерн». Після пробудження Купер запитує про стан Енні, а потім говорить, що йому треба почистити зуби, та виходить до ванної кімнати. Там Купер дивиться у дзеркало, звідти на нього позирає Боб, який оселився у тілі Купера. Агент Купер б'ється головою об дзеркало та риторично запитує про стан Енні, істерично посміхаючись. На цьому серіал закінчується.

### Відродження
Події третього сезону відбуваються у 2016 році. Агент Купер так і не вийшов з Чорного Вігваму і провів там увесь цей час. Початкова сцена показує Купера та духа на ім'я Пожежник, що зовні цілком схожий на Велетня з першого сезону) (у першій частині третього сезону в титрах персонаж зазначений як «???????» — сім знаків питання між персонажами Рут Давенпорт та д-р Лоренс Джейкобі). Дух каже, що «Воно зараз у нашому будинку» і що Куперу треба запам'ятати: «Річард та Лінда» і «Двох птахів одним каменем».
Агент Купер опиняється у залі очікування Чорного Вігваму, де зустрічає Лору Палмер, яка каже, що її руки гнуться назад. Також вона зазначає, що мертва, проте досі живе. Лора підходить до Купера, цілує його і каже на вухо щось незрозуміле, потім шалено кричить, і її викидає з Чорного Вігваму. Однорука Людина каже, що для того, аби Купер вийшов, треба повернути його двійника назад у чітко заданий час. Доппельгангер (привид-двійник) Купера за час свого перебування у нашому світі встиг створити кримінальну імперію, яка діє не тільки у США, тепер йому потрібні загадкові координати. Коли настає час йому повернутись назад; він опирається цьому, що призводить до колапсу в самому Вігвамі, тому тепер Купер має повернути його власноруч. Намагаючись вийти, справжній Дейл зустрічає Руку, яка тепер виглядає як електричне дерево (Майкл Андерсон не погодився знятися у 3 сезоні), а також Ліланда, який каже: «знайди Лору». На виході шлях агенту перегороджує Доппельгангер Руки й закидає його в інший вимір. Тим часом у Нью-Йорку молодий хлопець Сем спостерігає за загадковою коробкою, його навідує Трейсі. Пара займається сексом, коли з коробки матеріалізується страхітливе створіння й жорстоко їх вбиває. Дейл Купер опиняється у цій самій коробці за деякий час до того як відбулося вбивство, а потім потрапляє у замок, де зустрічає дівчину без очей (Наїдо), що просить не говорити гучно, оскільки тут «Матір». Проходячи крізь приміщення Купер опиняється у відкритому космосі де бачить велику голову майора Бріггса, що промовляє: «Блакитна троянда»…

## Музика до серіалу
Композитор Анджело Бадаламенті, твори якого часто звучали у фільмах Лінча, створив лейтмотив «Теми Лори» (англ. "Laura's Theme"), різноманітні варіації на який (у співпраці з Лінчем) стали основою для всього саундтреку фільму. Альбом співачки Джулі Круз «Floating into the Night» із невеликими запозиченнями з цієї теми вийшов ще у 1989 році. Цей альбом також є саундтреком іншого проєкту Девіда Лінча «Індустріяльна симфонія #1».
Пісня «Falling» (без вокалу) стала темою заставки серіалу, а пісні «Rockin' Back Inside My Heart», «The Nightingale», «The World Spins», та «Into the Night» (вони є у офіційному альбомі) використовуються у фільмі під час виступів Круз у «Домі при дорозі» упродовж усього серіалу.

## Місця зйомок
Серіал знімали у містечках Снокелмі та Норт Бенд, штат Вашингтон, які стали основними місцями зйомок кадрів з використанням натури. Крім того чимало натурних зйомок відбувалося в лісистій місцевості Малібу, штат Каліфорнія. Девід Лінч та Марк Фрост поїхали на пошуки натури у штат Вашингтон і саме Фрост порекомендував Снокелмі як місце зйомок. Околиця цього міста фігурує і у постійній заставці до серіалу, на тлі якої з'являється напис «Твін Пікс».

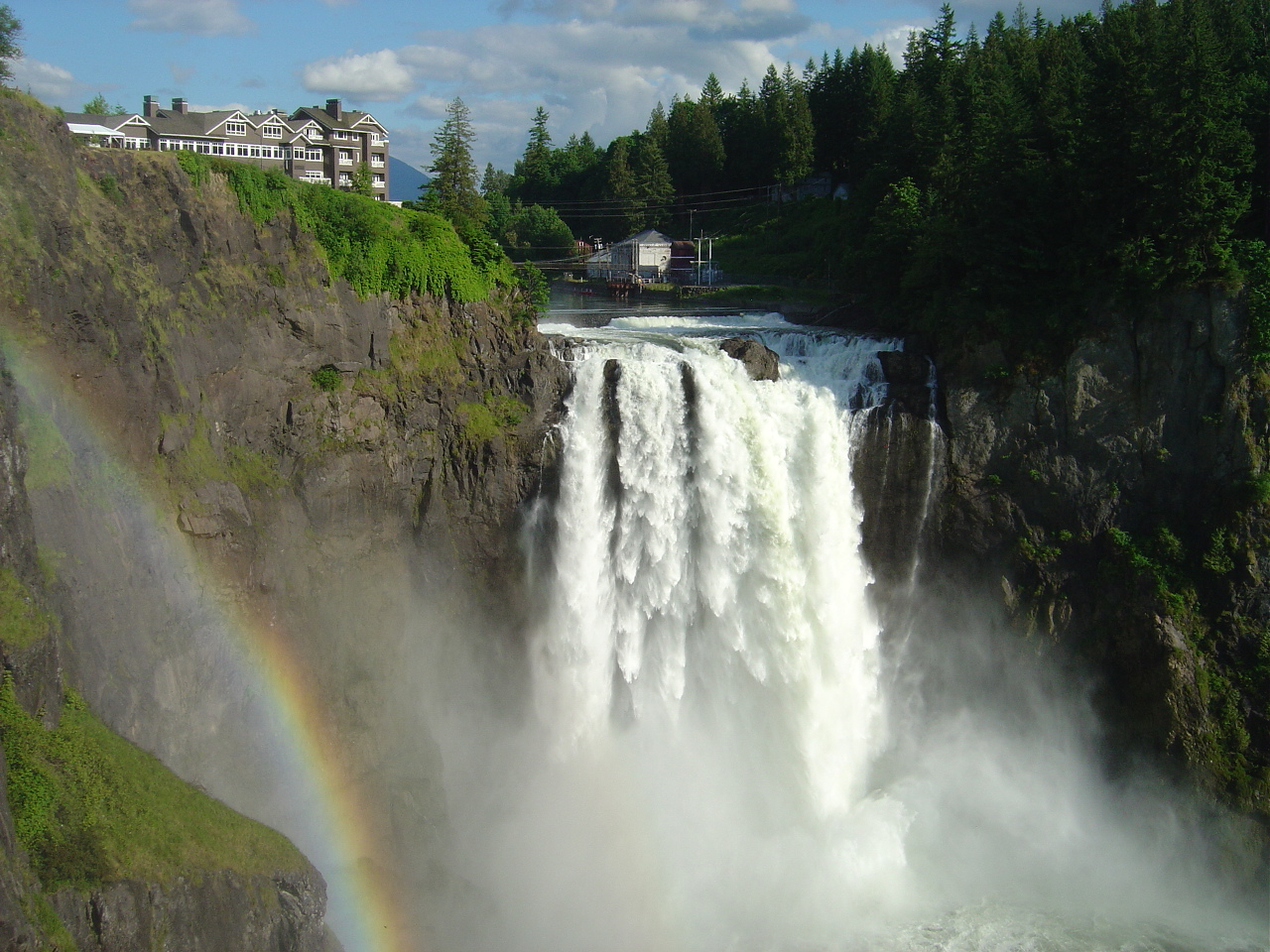
Водоспад Снокелмі, червень 2008 року

## Падіння популярності
Після непопулярної кінцівки основного сюжету драми та кількох неясних сюжетних ліній популярність серіалу стала падати, загальна «Піксманія» теж пішла на спад. Багато глядачів вважали, що надмірна ексцентричність другого сезону перетворює серіал на пародію на самого себе і йому далеко до захопливості та чарівності першої частини. Невдоволення аудиторії разом з частими змінами часу показу привели до величезного падіння в рейтингах. 15 лютого 1991 канал ABC оголосив, що серіал перебуває у «невизначеному становищі» — стан, який зазвичай призводить до скасування показу.
Однак це ще був не кінець — інтерес до серіалу лишався досить сильним. Фанати почали звертатися в офіс ABC з проханнями не скасовувати показу серіалу, вони розгорнули цілу кампанію, що отримала назву ГОСТП («Громадянська опозиція скасування Твін Пікса»), і домоглися свого — ABC погодилася зняти останні 6 серій фільму.
Похмура завершальна серія, знята самим Лінчем, стала однією з найвідоміших, та викликала суперечливу реакцію: від подиву до захоплення.

## У ролях
Див. статтю Список дійових осіб та акторів серіалу Твін Пікс

## Список серій
| Сезон | Сезон | Епізоди | Вихід в ефір                               |
| ----- | ----- | ------- | ------------------------------------------ |
|       | 1     | 8       | 8 квітня 1990 року — 23 травня 1990 року   |
|       | 2     | 22      | 30 вересня 1990 року — 10 червня 1991 року |
|       | 3     | 18      | 21 травня 2017 року — 3 вересня 2017 року. |

## Перший сезон: 1990 рік
| Серія | Назва                                                                 | Режисер (и)         | Сценарист (и)            | Дата виходу в ефір  |  |
| ----- | --------------------------------------------------------------------- | ------------------- | ------------------------ | ------------------- |  |
| 0 (1) | «Пілотна серія» «Northwest Passage Подія на північному заході»        | Девід Лінч          | Марк Фрост та Девід Лінч | 8 квітня 1990 року  |  |
| 1 (2) | «Traces to Nowhere Сліди в нікуди»                                    | Дуейн Данхем        | Марк Фрост та Девід Лінч | 12 квітня 1990 року |  |
| 2 (3) | «Zen, or the Skill to Catch a Killer Дзен, або Уміння зловити вбивцю» | Девід Лінч          | Марк Фрост та Девід Лінч | 19 квітня 1990 року |  |
| 3 (4) | «Rest in Pain Спочивай з болем»                                       | Тіна Ретборн        | Харлі Пейтон             | 26 квітня 1990 року |  |
| 4 (5) | «The One-Armed Man Однорукий»                                         | Тім Хантер          | Роберт Енгелс            | 3 травня 1990 року  |  |
| 5 (6) | «Cooper's Dreams Сни Купера»                                          | Леслі Лінка Глаттер | Марк Фрост               | 10 травня 1990 року |  |
| 6 (7) | «Realization Time Час осмислення»                                     | Калеб Дешанель      | Харлі Пейтон             | 17 травня 1990 року |  |
| 7 (8) | «The Last Evening Останній вечір»                                     | Марк Фрост          | Марк Фрост               | 23 травня 1990 року |  |

## Другий сезон: 1990—1991 роки
| Серія   | Назва                                                   | Режисер (и)         | Сценарист (и)                                          | Дата виходу в ефір     |  |
| ------- | ------------------------------------------------------- | ------------------- | ------------------------------------------------------ | ---------------------- |  |
| 1 (9)   | «May the Giant Be with You Нехай буде з тобою Велетень» | Девід Лінч          | Марк Фрост та Девід Лінч                               | 30 вересня 1990 року   |  |
| 2 (10)  | «Coma Кома»                                             | Девід Лінч          | Харлі Пейтон                                           | 6 жовтня 1990 року     |  |
| 3 (11)  | «The Man Behind Glass Людина за склом»                  | Леслі Лінка Глаттер | Роберт Енгелс                                          | 13 жовтня 1990 року    |  |
| 4 (12)  | «Laura's Secret Diary Таємний щоденник Лори»            | Тодд Холланд        | Джеррі Стел, Марк Фрост, Харлі Пейтон та Роберт Енгелс | 20 жовтня 1990 року    |  |
| 5 (13)  | «The Orchid's Curse Прокляття орхідеї»                  | Грем Кліффорд       | Баррі Пуллман                                          | 27 жовтня 1990 року    |  |
| 6 (14)  | «Demons Демони»                                         | Леслі Лінка Глаттер | Харлі Пейтон та Роберл Енгелс                          | 3 листопада 1990 року  |  |
| 7 (15)  | «Lonely Souls Самотні душі»                             | Девід Лінч          | Марк Фрост                                             | 10 листопада 1990 року |  |
| 8 (16)  | «Drive with a Dead Girl Поїздка з мертвою дівчиною»     | Калеб Дешанель      | Скотт Фрост                                            | 17 листопада 1990 року |  |
| 9 (17)  | «Arbitrary Law Самосуд»                                 | Тім Хантер          | Марк Фрост, Харлі Пейтон та Роберт Енгелс              | 1 грудня 1990 року     |  |
| 10 (18) | «Dispute Between Brothers Суперечка між братами»        | Тіна Ретборн        | Трішиа Брок                                            | 8 грудня 1990 року     |  |
| 11 (19) | «Masked Ball Бал-маскарад»                              | Дуейн Данхем        | Баррі Пуллман                                          | 15 грудня 1990 року    |  |
| 12 (20) | «The Black Widow Чорна вдова»                           | Калеб Дешанель      | Харлі Пейтон та Роберт Енгелс                          | 12 січня 1991 року     |  |
| 13 (21) | «Checkmate Шах і мат»                                   | Тодд Холланд        | Харлі Пейтон                                           | 19 січня 1991 року     |  |
| 14 (22) | «Double Play Подвійна гра»                              | Улі Едель           | Скотт Фрост                                            | 2 лютого 1991 року     |  |
| 15 (23) | «Slaves and Masters Раби та господарі»                  | Дайан Кітон         | Харлі Пейтон та Роберт Енгелс                          | 9 лютого 1991 року     |  |
| 16 (24) | «The Condemned Woman Приречена»                         | Леслі Лінка Глаттер | Трішиа Брок                                            | 16 лютого 1991 року    |  |
| 17 (25) | «Wounds and Scars Рани та шрами»                        | Джеймс Фоулі        | Баррі Пуллман                                          | 28 березня 1991 року   |  |
| 18 (26) | «On the Wings of Love На крилах любові»                 | Дуейн Данхем        | Харлі Пейтон та Роберт Енгелс                          | 4 квітня 1991 року     |  |
| 19 (27) | «Variations on Relations Варіації у відносинах»         | Джонатан Сенджер    | Марк Фрост та Харлі Пейтон                             | 11 квітня 1991 року    |  |
| 20 (28) | «The Path to the Black Lodge Стежка в Чорний Вігвам»    | Стівен Джілленхал   | Харлі Пейтон та Роберт Енгелс                          | 18 квітня 1991 року    |  |
| 21 (29) | «Miss Twin Peaks Міс Твін Пікс»                         | Тім Хантер          | Баррі Пуллман                                          | 10 Червень 1991 року   |  |
| 22 (30) | «Beyond Life and Death Між життям та смертю»            | Девід Лінч          | Марк Фрост, Харлі Пейтон та Роберт Енгелс              | 10 червня 1991 року    |  |